# K11藝術基金會
K11 Art Foundation （簡稱KAF）是一個在香港註冊的非牟利藝術機構，由香港新世界發展集團執行副主席鄭志剛博士創立。
KAF並不會直接以資金贊助個別藝術家或機構，而是透過建立藝術交流的平台實現其目標及價值。

## 歷史和使命
K11 Art Foundation成立於2010年，該基金會主要目的是推動中國當代藝術運動發展，為大中華地區新晉藝術家提供支持。KAF支持的對象不限於藝術家，亦包括培育大中華區年輕策展人。

## K11藝術村
位於武漢的K11藝術村（藝術家駐村計劃）自2011年正式營運，是 KAF 其中一個重點計劃，有11個創作空間供中外藝術家使用，作為中國及國際藝術家的交流平台，中國藝術家們可以在藝術村申請住所。K11藝術村定期舉辦不同的藝術活動和展覽，包括表演、論壇、螢幕展等活動，將藝術家的作品帶入社區之中，提供交流機會，KAF亦會為K11購物藝術中心提供K11藝術村的作品。
武漢藝術村原設於常青花園，將於2017年5月搬往武漢K11購物藝術中心，配備八個藝術家工作室和展覽空間。

## 主要展覽
印象派大師·莫內特展
由KAF與上海天協文化發展聯合主辦的莫内特展為巴黎瑪摩丹美術館（Marmottan Monet Museum）首個與中國合作的展覽。展覽於上海K11購物藝術中心舉行，展出40幅莫内真跡和其他印象派大師的12幅真跡，其中包括莫内標誌性的作品《睡蓮》（Water Lily）和《紫藤》（Wisteria）。
視界 香港 Event Horizon
視界（Event Horizon）是英國著名雕塑家安東尼·高莫利(Antony Gormley)所進行的國際性公共藝術項目，香港為亞洲首個舉辦的城市，香港站名為「視界　香港」。香港站由香港英國文化協會主辦，KAF為首席合作夥伴。項目於2015年11月揭幕， 2016年5月完結，期間展出31件由安東尼·高莫利創作的人像雕像，裝置於中西區多幢大廈的天台與大街上，成為香港史上最大規模的公共藝術裝置項目。
博物館和美術館設計的未來
由萊斯特大學、KAF及英國貿易投資總署聯合舉辦，於2015年11月在香港大學研究生堂舉行一連三天的學術研討會。研討會集合各國的博物館專才、畫廊和展覽設計師、以及博物館設計研究人員，通過主題演講、論文、專題研討及工作坊，探討文化界設計發展的未來。
跨界大師・鬼才達利 Media—Dalí
由KAF與卡拉－達利基金會共同策展，展期由2015年11月5日至2016年2月15日於上海K11購物藝術中心內的上海chi K11美術館舉行。藝術展除展出14幅達利油畫真迹，其重點在於闡述達利與媒體的緊密關係，展示達利繪畫以外的跨界形象，展出205份以達利為封面或由達利撰稿、設計封面的雜誌、報紙及廣告等作品，表現達利的藝術與大眾傳媒的相互影響。另外，達利裝置「女明星梅維斯的臉」為亞洲首次授權還原，呈現達利小套房的實景。
與藝術展同期舉辦的中國當代藝術展覽「上海風光」，展出三位中國當代知名藝術家王興偉、周鐵海和張恩利的作品，以及另一場同期展覽「你之超現，我之現實」則精選一系列中國新銳藝術家的作品，以呼應跨界主題，探討達利的藝術對中國超現實主義的傳承與影響。
透過攝影看世界Seeing Through Photographs
這是KAF與紐約現代藝術博物館（MoMA）於2016年合作推出的免費網上課程「透過攝影看世界」（中文版）及教育活動系列，向大中華地區的藝術愛好者介紹攝影的發展歷史。為配合課程，KAF於課程推出期間於上海K11購物藝術中心設置課程體驗點。

## 其他展覽
- Felix Gonzalez-Torres的廣告牌項目[23][24]
- 「洩密的心」[24][25]
- 柴灣尾藝術及設計節[26]
- 「陳天灼個人展覽」[27][28]
- 「影像館」[24][29]
- 紐約軍械庫藝術展「聚焦中國」[30][31]
- 「中國內部 - 巨人之內」[32][33]
- 第二屆「CAFAM未來展：創客創客」– 中國青年藝術的現實表徵[34][35]
- HACK SPACE[36][37]
- 「關小：彈性睡眠」及「尼爾．貝盧法：軟．見」[38][39]
- 「程然：狂人日記」[40][41]

## 合作機構
K11 Art Foundation 的國際合作機構包括：東京宮、巴黎馬摩丹莫內美術館、大都會藝術博物館、紐約軍械庫藝術展、倫敦當代藝術研究院、巴黎龐畢度藝術中心和卡拉-達利基金會。K11 Art Foundation和合作機構在全世界舉辦了超過200場展覽和藝術工作坊，這些展覽設主要在chi K11藝術博物館、chi K11藝術空間、一些國際性博物館和其他K11 Art Foundation的臨時展覽區舉行。

### 其他合作機構
- 清華大學美術學院
- 中央美術學院藝術學院
- 首爾國立大學美術學院
- 弘益大學美術學院

## 補充資料
1. http://hk.k11.com/en/News/Torres-Billboard-Project-in-Hong-Kong.aspx （页面存档备份，存于）
2. http://www.consulfrance-hongkong.org/Inside-China-L-Interieur-du-Geant （页面存档备份，存于）
3. http://leoxuprojects.com/?p=3154 （页面存档备份，存于）
4. https://web.archive.org/web/20151108194332/http://chaiwanmei.org/map/
5. http://www.artnews.com/2014/07/16/adrian-cheng/ （页面存档备份，存于）
6. http://www.artspace.com/magazine/interviews_features/adrian_cheng_picks （页面存档备份，存于）
7. http://www.idnworld.com/events/?id=ShanghaiK11-ClaudeMonet （页面存档备份，存于）
8. https://web.archive.org/web/20160304141254/http://www.ellemen.com/person/interview/20140701-696.shtml
9. http://www.blouinartinfo.com/news/story/1200809/k11-art-foundation-announces-centre-pompidou-partnership?from=groupmessage&isappinstalled=0# （页面存档备份，存于）
10. http://news.artnet.com/in-brief/salvador-dali-exhibition-china-308470（页面存档备份，存于）